# Surge
Surge é a aceleração abrupta do fluxo de uma geleira, acompanhado pelo avanço rápido e brusco (alguns quilômetros) do limite inferior dessa geleira quando termina em terra emersa.